# Libanon (gebergte)
De Libanon (Arabisch: جبل لبنان; Jabal Lubnān), is een gebergte in het midden van Libanon en in het zuidwesten van Syrië. Daarvan heet het meest centrale deel het Choufgebergte. De strekking is noord-zuid en heeft een totale lengte van 240 km, over de hele lengte van het land en loopt daarmee parallel aan de kustlijn van de Middellandse Zee. Van de totale lengte ligt ongeveer 160 km in Libanon en zo'n 80 km in Syrië.
Aan de westkant van het gebergte ligt een kustvlakte, en aan de oostkant strekt de Bekavallei zich uit. De top van de hoogste berg, de Qurnat as Sawdā’, reikt tot 3088 meter boven zeeniveau. De hoge, met sneeuw bedekte pieken hebben Libanon in het verleden waarschijnlijk zijn naam gegeven: "laban" is Aramees voor "wit".

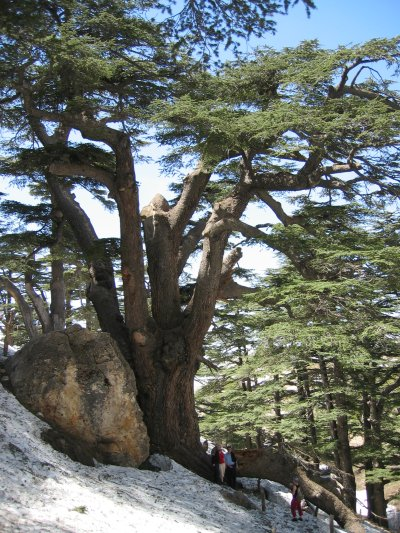
Ceder in Libanon

De libanonceder als nationaal symbool van Libanon

In het gebergte valt veel neerslag, waardoor Libanon nat genoeg is voor diverse landbouwactiviteiten.
In het gebergte liggen veel bossen met eiken, dennen én de libanonceder. Deze laatste boom is nog steeds het nationale symbool van Libanon. De Feniciërs gebruikten het hout van deze bomen voor de bouw van hun schepen, die hen in staat stelden de grootste zeevarende natie van hun tijd te worden.
In de loop van de geschiedenis vluchtten veel christenen, maar ook de sjiitische druzen, naar het gebergte, waar ze relatief veilig waren voor vervolging. In het gebergte zijn verscheidene kloosters. Ook het werelderfgoed de Qadisha-vallei en het Bos van de ceders van God ligt in de bergen van Libanon.